# Treyford
Treyford är en by i civil parish Elsted and Treyford, i distriktet Chichester, i grevskapet West Sussex i England. Byn är belägen 14 km från Chichester. Treyford var en civil parish fram till 2003 när blev den en del av Elsted and Treyford. Civil parish hade 104 invånare år 1961. Byn nämndes i Domedagsboken (Domesday Book) år 1086, och kallades då Treverde.